# Zuidelijke glansslak
De zuidelijke glansslak (Morlina glabra) is een slakkensoort uit de familie van de Oxychilidae. De wetenschappelijke naam van de soort werd in 1835 voor het eerst geldig gepubliceerd door Emil Adolf Roßmäßler.

## Kenmerken
Het rechtsgewonden slakkenhuisje is sterk afgeplat en conisch, de top is convex. Hij is 12 tot 18 mm breed en 5,5 tot 9 mm hoog. Het heeft 5 tot 5½ langzaam en gelijkmatig toenemende windingen die slechts licht convex zijn aan de bovenzijde. De windingen zijn goed gewelfd aan de omtrek en ook licht geschouderd aan de topwinding. De afgeplatte, elliptische mond is niet verwijd. De mondrand is dun en recht. De symmetrische navel is diep en smal; het beslaat ongeveer 1/12 van de diameter.
De schaal is dun en doorschijnend, en is roodbruin of bruingeel van kleur aan de bovenkant, gevlekt met wit aan de onderkant. Het bovenoppervlak is zeer glanzend en heeft fijne, afgevlakte radiale rimpels. Het zachte lichaam van het dier is donkerblauw/grijs gekleurd. De bovenste tentakels zijn erg lang. Een flap van mantel bedekt de navel.

## Geografische spreiding en leefgebied
Het verspreidingsgebied strekt zich uit van Midden-Spanje via Catalonië, Zuid-Frankrijk en de Alpen tot aan de Karpaten, de Balkan tot aan Griekenland en West-Turkije (Europees deel). Er zijn geïsoleerde gevallen in het noordwesten van Spanje en Portugal, op Gotland (Zweden) en Zuid-Italië (Basilicata, Calabrië, Sicilië). In Duitsland zijn er afzettingen in de Boven-Rijn, in de Berchtesgadener Alpen, in de Frankische Jura, in het Thüringer Woud en in Zuid-Saksen (Ertsgebergte). In Nederland werd deze soort in 2018 voor het eerst gevonden langs de Grensmaas bij Itteren.
De zuidelijke glansslak geeft de voorkeur aan vochtige leefgebieden in het bladafval van bossen, onder met mos bedekte rotsen en puin op valleihellingen, ook onder dood hout op grotere hoogten in lage bergketens en bergen. In Zwitserland (Wallis) groeit de soort tot 1.850 meter boven zeeniveau, in Bulgarije tot 1.900 meter.

## Levenswijze
Deze omnivore slakken voeden zich met verse en verwelkte plantendelen, maar ook met levende en dode dieren. Hij jaagt actief op kleine(re) huisjesslakken van de geslachten Succinea, Cepaea en Arianta; van de laatste twee geslachten alleen juvenielen. Ze benadert het potentiële slachtoffer van achteren of van opzij. Het slachtoffer trekt zich meestal terug in het huisje en scheidt slijm af. Dit weerhoudt de zuidelijke glansslak er niet van om het zachte lichaam in het huisje te volgen en het slachtoffer levend op te eten. De bovenkant van het huisje wordt schoongehouden door er aan te likken. De bolvormige eieren zijn vrij groot met een diameter van 2 mm en hebben een kalkhoudende schaal.